# Općina Bistrica ob Sotli
Općina Bistrica ob Sotli (slo.:Občina Bistrica ob Sotli) je općina u istočnoj Sloveniji u pokrajini Štajerskoj i statističkoj regiji Savinjskoj. Središte općine je naselje Bistrica ob Sotli .

## Zemljopis
Općina Bistrica ob Sotli nalazi se u istočnom dijelu Slovenije i pogranična je ka Hrvatskoj. Općina obuhvaća istočni dio brežuljkastog područja Kozjansko, u dolini rijeke Sutle.
U općini vlada umjereno kontinentalna klima. Najvažniji vodotok u općini su rijeke Bistrica i Sutla. Svi ostali vodotoci su mali i njeni su pritoci.

## Naselja u općini
Bistrica ob Sotli, Dekmanca, Črešnjevec ob Bistrici, Hrastje ob Bistrici, Križan Vrh, Kunšperk, Ples, Polje pri Bistrici, Srebrnik, Trebče, Zagaj

## Vanjske poveznice
- Službena stranica općine
- Svjedočanstva o masovnim grobištima u Bistrici ob Sotli i okolici  Arhivirana inačica izvorne stranice od 5. ožujka 2016. (Wayback Machine) - članak u Glasu Koncila